# I. SSK Maribor
Prvi slovenski športni klub Maribor (1. SSK Maribor) bio je sportski klub iz Maribora. Klub je osnovan 1919. I. SSK Maribor imao je žestoko rivalstvo s NK Železničar Maribor.

## O klubu
Klub je 28. lipnja 1919. godine osnovao Ivo Vauda, koji je u to vrijeme bio najbolji slovenski nogometaš u Mariboru. Osnivači su bili srednjoškolci. Drago Kolbl bio je prvi predsjednik kluba. I. SSK Maribor smatran je nasljednikom ŠD Maribor. Prva utakmica odigrana je 11. srpnja 1919. protiv njemačke momčadi iz Maribora, SK Hertha, koju je I. SSK Maribor dobio 2:1. Prvu službenu natjecateljsku utakmicu odigrali su protiv još jedne mariborske momčadi Nijemaca, Rapida. Rapid je dobio prvu utakmicu 5:0, ali je u drugoj utakmici I. SSK Maribor pobijedio 2:1. Prva međunarodna utakmica odigrana je 1. srpnja 1922. protiv Grazer AK. Utakmica je završila neodlučeno 2:2. Nakon što je u šest navrata završio kao drugoplasirani, konačno je po prvi put osvojio prvenstvo Ljubljanskog podsaveza u sezoni 1930./31. Osvojio je još dva naslova u sezonama 1932./33. i 1938./39. Klub je raspušten početkom Drugog svjetskog rata u Jugoslaviji.
Godine 1925. imao je sekcije za hazenu, laku atletiku, nogomet, tenis i zimski sport. Hazenaška sekcija bila je prva u Kraljevini Jugoslaviji.
Klupske boje 1932. bile su crna i bijela, a klupska adresa bila je u Čopnovoj ulici.

## Stadion
Klub nije imao vlastiti teren sve do 1920. godine, kada su igrači pomogli u izgradnji nogometnog igrališta na području Ljudskog vrta.

## Uspjesi
Prvenstvo Ljubljanskog podsaveza
- Prvak: 1930./31., 1932./33., 1938./39.
- Doprvak: 1921./22., 1922./23., 1923./24., 1927./28., 1928./29., 1929./30., 1939./40.

Kup Ljubljanskog podsaveza
- Osvajač: 1925., 1929.
- Finalist: 1926., 1938./39.

## Unutarnje poveznice
- Maribor